# Granville Redmond

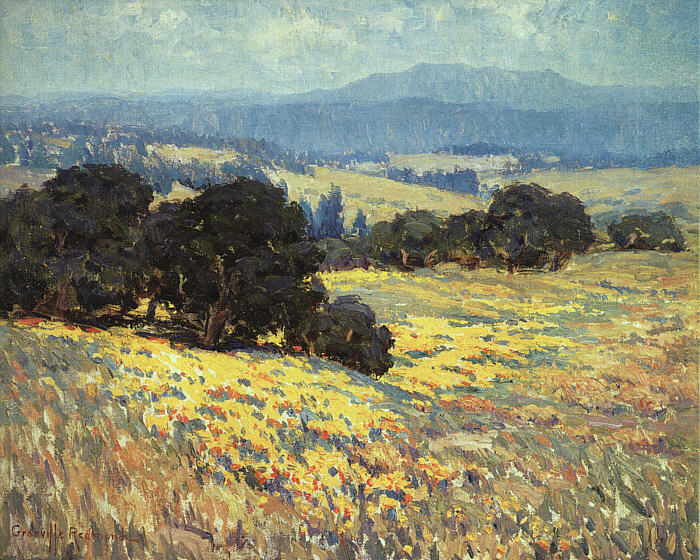
Granville Redmond: Eichen und Mohn in Kalifornien

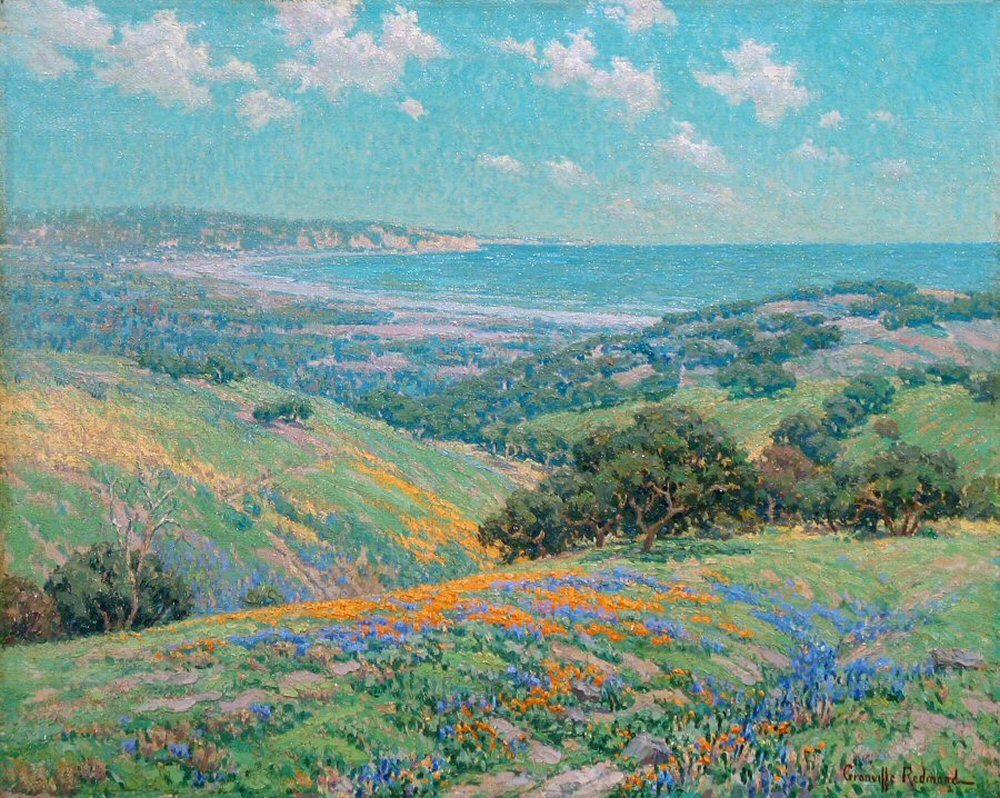
Granville Redmond: Frühling an der Küste von Malibu, um 1929

Granville Richard Seymor Redmond (* 9. März 1871 in Philadelphia, Pennsylvania; † 24. Mai 1935 in Los Angeles, Kalifornien) war ein US-amerikanischer Landschaftsmaler und Stummfilmschauspieler.

## Leben
Im Alter von zweieinhalb Jahren erkrankte Redmond an Scharlach, wodurch er sein Gehör verlor. Wenig später zog seine Familie nach Kalifornien, wo er ab 1879 in der damaligen Institution for the Deaf, Dumb and Blind in Berkeley betreut wurde. Schon damals zeigte sich sein künstlerisches Talent. Er wurde von seinen Lehrern Theophilus Hope d’Estrella und Douglas Tilden gefördert. 1890 wechselte er an die California School of Design, 1893 ging er mit einem Stipendium nach Paris an die Académie Julian. Nach fünf Jahren zog er zurück nach Amerika und malte in Kalifornien. 
Auf einer Reise nach Los Angeles 1917 lernte er Charlie Chaplin kennen, der ihm zunächst eine Rolle in A Dog’s Life gab. Chaplin setzte ihn bis 1931 in insgesamt sieben seiner Filme an, wobei sich seine Auftritte aber nur auf wenige Sekunden beliefen. Mit Chaplin verband ihn bald eine enge Freundschaft. Chaplin verschaffte ihm die Möglichkeit, sich auch in Los Angeles ein Studio einzurichten, und lernte im Gegenzug die Gebärdensprache von Redmond.
Redmonds Bilder zeigen meist die besonnten und üppig bewachsenen Hügel des südlichen Kalifornien. Aus depressiven Phasen stammen auch in düstere Brauntöne getauchte Szenerien. Redmond erhielt mehrere Auszeichnungen für seine Werke und war Mitglied in zahlreichen Künstlervereinigungen.

## Filmografie
- 1918: Ein Hundeleben (A Dog’s Life)
- 1919: Auf der Sonnenseite (Sunnyside)
- 1919: Vergnügte Stunden (A Day’s Pleasure)
- 1921: Der Vagabund und das Kind (The Kid)
- 1921: Der vierte Musketier (The Three Musketeers)
- 1921: Die feinen Leute (The Idle Class)
- 1923: Die Nächte einer schönen Frau (A Woman of Paris)
- 1925: A Regular Fellow
- 1926: You’d Be Surprised
- 1931: Lichter der Großstadt (City Lights)